# KESARI/ケサリ 21人の勇者たち
『KESARI/ケサリ 21人の勇者たち』（KESARI/ケサリ 21にんのゆうしゃたち、Kesari）は、2019年に公開されたインドのアクション・戦争映画。監督・脚本はアヌラーグ・シン、主要キャストとしてアクシャイ・クマール、パリニーティ・チョープラー、ミール・サルワール、ヴァンシュ・バルドワジ、ジャスプリート・シン、ヴィヴェーク・サイニ、ヴィクラム・コーチャルが出演している。1897年に勃発したサラガリの戦いを描いており、当初はサルマーン・カーンとカラン・ジョーハルの企画として2017年10月に製作が発表されたが、サルマーンは途中で降板している。2018年1月から12月にかけて主要撮影が行われ、8億ルピー以上の製作費が投じられた。
2019年3月21日に公開され、ホーリー祭の期間中だったことで初日の興行収入は影響を受けたが、批評家からは高い評価を得た。公開初週末には興行収入が10億ルピーを記録し、公開4週目には20億ルピーを超え、2019年公開のボリウッド映画興行収入上位作品の一つとなった。

## ストーリー
シク教徒のイシャル・シンは、イギリス領インド帝国・アフガニスタン国境に位置するグリスタン砦に所属するイギリス領インド陸軍の兵士だった。彼は国境巡回の任務を終え帰還する途中、アフガニスタンのサイドゥッラー師の率いる部族と遭遇する。彼らは強制的に取り決められた結婚から逃れようとした女性をイスラム教に則り処刑しようとしていた。イシャルは干渉を避けようとする上官ローレンス中尉の命令を無視して彼女を救い出し、ローレンス中尉の怒りを買ってしまう。ローレンス中尉は指揮官ホートン中佐に事態を報告するが、直後にグリスタン砦がパシュトゥーン人部族に襲撃される。イギリス軍はイシャルの活躍で部族を撃退するが、彼はローレンス中尉からの報告を受けたホートン中佐の命令で通信基地であるサラガリ砦に駐屯する第36シク連隊の分隊長に左遷される。サラガリ砦に着任したイシャルは、戦闘の危険性のない砦に駐屯する兵士たちの規律が緩んでいることに激怒し、全員に2週間の絶食を命じる。兵士たちはイシャルに反感を抱くが、イシャル自身も絶食していたことを知り敬意を抱くようになる。同じころ、サイドゥッラー師はハーン・マスードとグル・バードシャー・ハーンと会談して部族同盟を結成し、サラガリ砦・グリスタン砦・ロックハート砦の奪取を計画する。
ロックハート砦から部族同盟の進軍を知らされたイシャルは、砦に進軍する1万人の部族同盟軍を目の当たりにする。サイドゥッラー師はサラガリ砦の眼前で、イシャルが助けた女性を処刑する。ホートン中佐から砦の放棄を命令されたイシャルは、砦に留まり死守することを決め、部下たちも彼の考えに賛同する。料理人のフーダも戦闘への参加を願い出るが、イシャルは彼に敵味方の区別なく負傷兵に水を与えるように命令する。戦闘が始まるとイシャルたちは部族同盟を迎え撃つが、兵力差に押されて部下たちが次々に戦死していく。イシャルはグリスタン砦、ロックハート砦への攻撃を阻止するためサラガリ砦の陥落を遅らせようとするが、城壁が爆破され部族同盟軍が砦内に押し寄せてくる。イシャルは1人で敵兵を薙ぎ倒すが、数の力に圧倒され瀕死の重傷を負う。サイドゥッラー師は負傷したパシュトゥーン人に水を与えていたフーダを殺し、さらにイシャルを辱めるためにターバンを剥ぎ取ろうとするが、隙を突かれてイシャルに殺される。イシャルの戦い振りに敬意を抱いたハーン・マスードは戦闘を止め、彼の名誉を守るため「ターバンには誰も手を触れさせない」と約束する。ハーン・マスードの言葉を聞き終えたイシャルは、妻ジーヴァニのことを想いながら息を引き取る。
サラガリ砦の攻略に手間取り他の砦への進軍が不可能になったためハーン・マスードは撤退するが、グル・バードシャー・ハーンは鬱憤を晴らすため、生き残っていた通信兵グルムク・シンのいる通信塔に火を放つが、塔内から炎を身にまとったグルムクが現れる。グルムクはグル・バードシャー・ハーンの腕を掴み、彼が持っていた爆弾に火を着け、彼らを道連れにして爆死する。2つの砦にはグルムクの「Bole So Nihal,Sat Sri Akaal」の叫び声が響き渡り、砦内のシク教徒兵たちも「Bole So Nihal,Sat Sri Akaal」と叫び出した。サラガリ砦の戦闘の報告を受けたイギリス議会はイシャルたち第36シク連隊のために2分間の黙祷を捧げ、彼らにインド・メリット勲章を与えて功績に報いた。

## キャスト
| - イシャル・シン軍曹 - アクシャイ・クマール - ジーヴァニ・カウル - パリニーティ・チョープラー - ジーワン・シン - ヴィヴェーク・サイニ - グルムク・シン - プリトパル・パリ - グラブ・シン - ヴィクラム・コーチャル - ラール・シン - サヴィンダル・ヴィッキー - チャンダ・シン - ヴァンシュ・バルドワジ - アタル・シン - ラヴィンダル・パーワル - グルムク・シン - サルミート・シン・バスラ - ナンド・シン - アジット・シン・マヘラ - ブータ・シン - サンディープ・ナハル - ダヤー・シン - ハルヴィンダル・シン - ボーラ・シン - ラケーシュ・シャルマ - ウッタム・シン - アドリット・シャルマ - バグワン・シン - ハルバグワン・シン | - ラーム・シン - ラージディープ・シン・ダリワル - サーハバ・シン - グルプリート・トーティ - スンダル・シン - ハリー・ブラル - ナラヤン・シン - パリ・サンドゥ - ヒーラ・シン - ヴィクラム・シン・チャウハン - ジーワン・シン - ガグニート・シン - タークル - ジャスプリート・シン - グルワリーン - トランジ・ケイヴォン - ジョン・ホートン中佐 - マーク・ベニントン - ローレンス中尉 - エドワード・ソネンブリック - ハーン・マスード - ミール・サルワール - グル・バードシャー・ハーン - アシュワート・バット - サイドゥッラー師 - ラケーシュ・チャトゥルヴェーディー・オーム - フーダ・ダード - ブラフマー・ミシュラ - 狙撃手 - ムザミル・バーワーニ |

## 製作

### 撮影
2017年、サルマーン・カーンとカラン・ジョーハルはアクシャイ・クマールを主演に迎えてサラガリの戦いを題材にした映画を製作することを発表した。しかし、後にサルマンはアジャイ・デーヴガンの企画に参加するため降板したと報じられた。アクシャイが演じるイシャルの妻役にはパリニーティ・チョープラーが起用された。主要撮影は2018年1月5日から始まり、12月31日に終了した。大半の撮影はマハーラーシュトラ州ワイで行われ、この他にラージャスターン州ジャイプルでも行われた。終盤のサラガリ砦の戦闘シーンの撮影中に砦のセットが火災事故で全焼したため、ムンバイでセットを作り直して同地で撮影された。製作費は8億から12億6000万ルピーかかったとされている。

### 音楽
楽曲はタニシュク・バーグチー、アルコ・プラヴォ・ムカルジー、チランタン・バット、ジャスビル・ヤッシ、グルモー、ジャスリーン・ローヤルが作曲を手掛け、クマール、マノージュ・ムンタシール、クンワール・ジュネージャ、タニシュク・バーグチーが作詞を手掛けている。
| #         | タイトル                        | 作詞                     | 作曲                         | 歌手                                                       | 時間  |
| --------- | ------------------------------- | ------------------------ | ---------------------------- | ---------------------------------------------------------- | ----- |
| 1.        | 「Ek Onkar」                    | グル・ナーナク           | ジャスビル・ヤッシ           | ジャスビル・ヤッシ                                         | 1:02  |
| 2.        | 「Ve Maahi」                    | タニシュク・バーグチー   | タニシュク・バーグチー       | アリジット・シン、タニシュク・バーグチー、アシーズ・カウル | 3:44  |
| 3.        | 「Teri Mitti」                  | マノージュ・ムンタシール | アルコ・プラヴォ・ムカルジー | アルコ・プラヴォ・ムカルジー、B・プラーク                  | 5:14  |
| 4.        | 「Sanu Kehndi」                 | クマール                 | タニシュク・バーグチー       | ロミー、ブリジェシュ・シャンディリヤ                       | 2:48  |
| 5.        | 「Ajj Singh Garjega」           | クンワール・ジュネージャ | チランタン・バット           | ジャジー・B                                                | 4:02  |
| 6.        | 「Deh Shiva」(Male)             | グル・ゴービンド・シング | グルモー                     | スクウィンダル・シン                                       | 3:11  |
| 7.        | 「Deh Shiva」(Female)           | グル・ゴービンド・シング | ジャスリーン・ローヤル       | ジャスリーン・ローヤル                                     | 2:36  |
| 8.        | 「Teri Mitti」(Female)          | マノージュ・ムンタシール | アルコ・プラヴォ・ムカルジー | パリニーティ・チョープラー                                 | 3:37  |
| 9.        | 「Teri Mitti」(Tribute Version) | マノージュ・ムンタシール | アルコ・プラヴォ・ムカルジー | アルコ・プラヴォ・ムカルジー、B・プラーク                  | 3:48  |
| 合計時間: | 合計時間:                       | 合計時間:                | 合計時間:                    | 合計時間:                                                  | 30:02 |

## 公開
2018年9月12日、アクシャイは自身のTwitterで映画のポスターを公開した。2019年1月26日の共和国記念日に新しいポスターが公開され、2月11日には劇場用ポスターが公開された。翌12日にダルマ・プロダクションはYouTubeチャンネルに「Glimpses of Kesari」と題した3本の動画を投稿し、製作内容について解説した。同月20日には新しい劇場用ポスターが公開され、21日に予告編がダルマ・プロダクション公式YouTubeチャンネルで公開された。映画はホーリー祭期間中の3月21日に公開され、世界4200スクリーンで上映された。

## 評価

### 興行収入
公開初日の興行収入は2億1060万ルピーを記録した。この記録は同年6月に『Bharat』が公開されるまでの間、2019年のボリウッド映画公開初日興行成績第1位を維持した。公開初週末の興行収入は7億8070万ルピーとなり、これは5月までに公開されたボリウッド映画の中で最も高い興行成績だった。最終的な国内興行収入は18億2300万ルピー、海外興行収入は2億2520万ルピーを記録した。海外市場での公開初週末の累計興行収入は10億ルピーを超え、公開第4週で興行収入20億ルピーを達成した。

### 批評
Scroll.inのナンディニ・ラームナートは「『KESARI/ケサリ 21人の勇者たち』はイギリスの植民地支配者ですら賞賛したインド軍事史の1章を見直すための貧弱な試みです」と批評している。ザ・タイムズ・オブ・インディアのラチット・グプタは4/5の星を与え、「技術的な輝き、複雑な脚本と素晴らしい演技」を絶賛している。タラン・アダルシュは4つ星を与え、「歴史的に重要な章を見事に描いている……ナショナリズム、愛国主義、ヒロイズム、スケールと魂……『KESARI/ケサリ 21人の勇者たち』はこれら全てを持っている」と批評している。ガウラン・チャウハンはタイムズ・ナウで批評し、3.5/5の星を与え「『KESARI/ケサリ 21人の勇者たち』はボリウッドが繰り出す最高の愛国映画でもアクション映画でもありませんが、時間と金をかける価値は確かにあります」と語っている。ボリウッド・ハンガマは4/5の星を与え、「全体として、『KESARI/ケサリ 21人の勇者たち』は勇ましく勇気を鼓舞する物語であり、愛国主義的でドラマティックな戦闘シークエンスは映画の独自の売りとなっている」と批評している。

### 受賞・ノミネート
| 映画賞                                               | 部門                                         | 対象 | 結果       | 出典          |
| ---------------------------------------------------- | -------------------------------------------- | --- | ---------- | ------------- |
| 第65回フィルムフェア賞                               | 主演男優賞                                   | アクシャイ・クマール | ノミネート | [ 28 ] [ 29 ] |
| 第65回フィルムフェア賞                               | 音楽アルバム賞                               | タニシュク・バーグチー、アルコ・プラヴォ・ムカルジー、チランタン・バット、ジャスビル・ヤッシ、ラージュ・シン、グルモー、ジャスリーン・ローヤル | ノミネート | [ 28 ] [ 29 ] |
| 第65回フィルムフェア賞                               | 作詞賞                                       | マノージュ・ムンタシール「Teri Mitti」 | ノミネート | [ 28 ] [ 29 ] |
| 第65回フィルムフェア賞                               | 作詞賞                                       | タニシュク・バーグチー「Ve Mahi」 | ノミネート | [ 28 ] [ 29 ] |
| 第65回フィルムフェア賞                               | 男性プレイバックシンガー賞                   | アリジット・シン「Ve Mahi」 | ノミネート | [ 28 ] [ 29 ] |
| 第65回フィルムフェア賞                               | 男性プレイバックシンガー賞                   | B・プラーク「Teri Mitti」 | ノミネート | [ 28 ] [ 29 ] |
| 第65回フィルムフェア賞                               | アクション賞                                 | パルヴェーズ・シャイフ、ローレンス・ウッドワード                                                                                               | ノミネート | [ 28 ] [ 29 ] |
| 第65回フィルムフェア賞                               | 美術賞                                       | スブラタ・チャクラボルティー、アミット・レイ                                                                                                   | ノミネート | [ 28 ] [ 29 ] |
| 第21回国際インド映画アカデミー賞                     | 作品賞                                       | KESARI/ケサリ 21人の勇者たち | ノミネート |               |
| 第21回国際インド映画アカデミー賞                     | 音楽監督賞                                   | タニシュク・バーグチー、アルコ・プラヴォ・ムカルジー、チランタン・バット、ジャスビル・ヤッシ、ラージュ・シン、グルモー、ジャスリーン・ローヤル | ノミネート |               |
| 第21回国際インド映画アカデミー賞                     | 作詞賞                                       | マノージュ・ムンタシール「Teri Mitti」 | 受賞       |               |
| 第21回国際インド映画アカデミー賞                     | 男性プレイバックシンガー賞                   | B・プラーク「Teri Mitti」 | ノミネート |               |
| 第67回国家映画賞                                     | 男性プレイバックシンガー賞                   | B・プラーク「Teri Mitti」 | 受賞       | [ 30 ]        |
| ニコロデオン・キッズ・チョイス・アワード・インディア | フェイバリット・ボリウッド・ムービー・ソング | 「Ve Maahi」 | 受賞       | [ 31 ]        |